# Eisenbahnunfall von Nannhofen

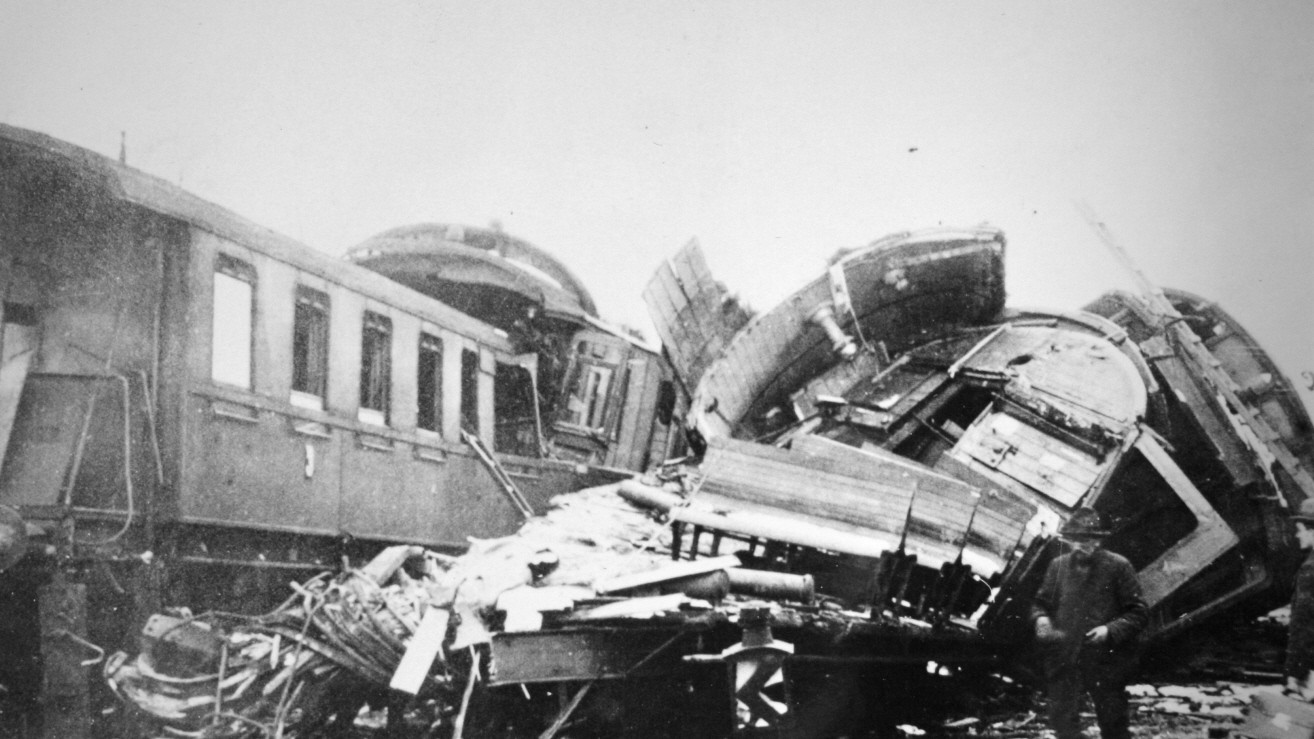
Foto des Unfallorts

Der Eisenbahnunfall von Nannhofen war die Flankenfahrt eines Durchgangszugs in einen im Bahnhof Nannhofen (seit 2005 Bahnhof Mammendorf) der Bahnstrecke München–Augsburg rangierenden Güterzug mit Personenbeförderung am 17. April 1917 gegen 22:00 Uhr. Dabei starben 30 Menschen.

## Ausgangslage

### Die Signalisierung
Bis 1907 wurde in Deutschland an den Haupt- und Vorsignalen „Fahrt“ bzw. „Fahrt erwarten“ nachts nicht mit einem grünen, sondern mit einem weißen Licht signalisiert. Bei den Königlich Bayerischen Staatseisenbahnen wurde dies auch weit über diesen Zeitpunkt hinaus beibehalten, da sie die Kosten der Umrüstung scheuten.

### Die Züge
Der Durchgangszug D 53 verkehrte von Ulm nach München und war an diesem Abend mit leichter Verspätung gemeldet. Er hätte um 21:54 Uhr den Bahnhof von Nannhofen ohne Halt durchfahren sollen.
Der Eilgüterzug (EGz) 926 erreichte Nannhofen bereits um 21:46. Er bestand aus einigen Personenwagen, die hinter der Lokomotive liefen, und anschließend einer Reihe von Güterwagen. Den letzten der Güterwagen sollte er an der Rampe der Güterabfertigung in Nannhofen abstellen. Darüber war aber der Fahrdienstleiter des Bahnhofs Nannhofen zuvor nicht verständigt worden. Er erfuhr dies erst verspätet vom Zugbegleitpersonal, als er den Zug bereits abgefertigt hatte. Da der D 53 Verspätung hatte, ließ er das Ausfahrsignal für den Güterzug zurücksetzen und den Zug rückwärts an die Güterabfertigung heranfahren. Dort wurde der für Nannhofen bestimmte Güterwagen abgestellt und der Zug fuhr wieder zurück auf sein Ausfahrgleis.

### Die Eisenbahninfrastruktur
Für diese Rangierbewegung musste der Güterzug das Gegengleis kreuzen, das kurz darauf der D 53 befahren sollte. Der Fahrdienstleiter ließ das Einfahrsignal für den Durchgangszug in Haltstellung, stellte die Fahrstraße für den Güterzug und ließ das Rangiermanöver durchführen.
Am Abend des Unfalls herrschte Schneegestöber und die Sicht war schlecht.

## Unfallhergang
Der Fahrdienstleiter wusste nicht, dass der Durchgangszug einen Großteil seiner Verspätung wieder eingefahren hatte. Der Lokführer des Durchgangszuges sah das „Halt“ zeigende Einfahrsignal nicht, überfuhr es und traf den Eilgüterzug genau in dem Moment, in dem dessen mitgeführte Personenwagen das Gegengleis querten.
Der Lokomotivführer gab nach dem Unfall an, dass er dreimal weißes Licht gesehen habe, was vom Heizer bestätigt wurde. Durch das Schneegestöber war das Signallicht nicht erkennbar und der Lokführer verwechselte vermutlich beleuchtete Fenster der Personenwagen des querenden Eilgüterzuges mit dem Signallicht.

## Folgen
30 Menschen starben, 80 wurden meist schwer verletzt. Fünf Wagen wurden zerstört, die Lokomotive des Durchgangszuges und deren Schlepptender stürzten um.
Der Unfall zeigte erneut, dass im Falle eines erloschenen oder – wie hier vermutlich durch Schnee – verdeckten Signallichtes die Gefahr bestand, andere Lichtquellen im Fahrweg mit dem Signallicht zu verwechseln. Nach mehreren glimpflich verlaufenen Unfällen wurde die Signalordnung deshalb geändert. Bis 1913 hatten alle deutschen Bahnverwaltungen das weiße Licht durch das heute noch gebräuchliche grüne Licht ersetzt, das nicht so leicht verwechselt werden konnte. Einzige Ausnahme blieb ausgerechnet Bayern, das bis 1919 erst eine Strecke nach den neuen Vorschriften ausstattete.
Die Umstände des Unfalls und ein Gutachten, das noch weitere Mängel im damaligen Signalwesen aufzeigte, führten zu einem Freispruch für den Lokführer.